# 域名系统安全扩展
域名系统安全扩展（英語：Domain Name System Security Extensions，縮寫為DNSSEC）是Internet工程任务组 （IETF）的对确保由域名系统 （DNS）中提供的关于互联网协议（IP）网络使用特定类型的信息规格套件。它是对DNS提供给DNS客户端（解析器）的DNS数据来源进行认证，并验证不存在性和校验数据完整性验证，但不提供机密性和可用性。

## 概述
域名系統（DNS）的原始設計不包含任何安全細節；相反的，它被設計成一個可擴增的分散式系統(Distributed system)。域名系統安全擴展（DNSSEC）嘗試在其中添加安全性，同時仍保持向後兼容性。 RFC 3833記錄了DNS的一些已知威脅以及DNSSEC如何應對這些威脅。
DNSSEC旨在保護應用程式（以及服務這些應用程式的緩存解析器）免受偽造或不當操縱的DNS數據所造成的影響（例如域名服务器缓存污染的數據）。來自DNSSEC保護區的所有答案都經過數位簽章。通過檢驗數位簽章，DNS解析器可以核查信息是否與區域所有者發布的信息相同（未修改和完整），並確係實際負責的DNS服務器所提供。雖然保護IP地址的正確性是許多用戶關注DNSSEC的直接課題，DNSSEC還可以保護DNS中發布的其他任何數據：包括文本記錄（TXT）和郵件交換記錄（MX），並可用於引導發布參照存儲在DNS中的加密證書的其他安全系統：例如證書記錄（CERT記錄，RFC 4398），SSH指紋（SSHFP，RFC 4255），IPSec公鑰（IPSECKEY，RFC 4025）和TLS信任錨（TLSA，RFC 6698）。

### DNSSEC 新增的资源记录
DNSSEC新增的记录如下

#### RRSIG
即资源记录签名（英語：Resource Record Signature），资源记录除了A和AAAA之外，也包括DNSKEY、DS、NSEC等记录，RRSIG用于存放各个资源记录的签名，包括
- 算法类型
- 标签 (泛解析中原先 RRSIG 记录的名称)
- 原 TTL 大小
- 签名失效时间
- 签名签署时间
- Key 标签 (用来迅速判断应该用那个 DNSKEY 记录来验证的一个数值)
- 签名名称 (用于验证该签名的 DNSKEY 名称)
- 签名

#### DNSKEY
该记录用于存放用于检查 RRSIG 的公钥。其包括
- 标识符 (Zone Key (DNSSEC密钥集) 以及 Secure Entry Point (KSK和简单密钥集))
- 协议 (固定值3 向下兼容)
- 算法类型
- 公钥内容

#### DS
即委派签名者（英語：Deligated Signer），该记录用于存放 DNSKEY 中公钥的散列值 ，包括
- Key 标签：用来判断应该用哪个 DNSKEY 记录进行验证的一个数值
- 算法类型：常见的有RSASHA1、RSASHA256、ECDSAP256SHA256，具体可参考附录「算法类型列表」
- 摘要类型：创建摘要值的加密散列算法，主要使用SHA256，具体可参考附录「摘要类型列表」
- 摘要内容: 一串散列数据，由DNSKEY经由摘要类型算法得出

#### NSEC和NSEC3
即下一个安全（英語：Next Secure）记录，用于明确表示特定域名的记录不存在。

#### CDNSKEY和CDS
用于请求对父区域中的 DS 记录进行更新的子区域。

## 部署
2010年7月18日，根域名服務器（root-servers.net）已经完成DNSSEC签名。
目前已部署在.com、.net、.org、.int、.edu、.mil和.gov等頂級域(gTLD)，以及部分国家和地区顶级域（ccTLD）。

### 组织和网站
- DNSSEC（页面存档备份，存于） - DNSSEC information site: DNSSEC.net
- DNSEXT DNS Extensions IETF Working Group
- CircleID - News and Opinions on all DNSSEC related issues （页面存档备份，存于）
- DNSSEC-Tools Project（页面存档备份，存于）
- DNSSEC Deployment Coordination Initiative（页面存档备份，存于）
- DNSSEC Deployment Team（页面存档备份，存于）
- ICANN DNS Operations Team（页面存档备份，存于）

### 标准文档
- RFC 2535 Domain Name System Security Extensions
- RFC 3833 A Threat Analysis of the Domain Name System
- RFC 4033 DNS Security Introduction and Requirements (DNSSEC-bis)
- RFC 4034 Resource Records for the DNS Security Extensions (DNSSEC-bis)
- RFC 4035 Protocol Modifications for the DNS Security Extensions (DNSSEC-bis)
- RFC 4398 Storing Certificates in the Domain Name System (DNS)
- RFC 4470 Minimally Covering NSEC Records and DNSSEC On-line Signing
- RFC 4509 Use of SHA-256 in DNSSEC Delegation Signer (DS) Resource Records (RRs)
- RFC 5155 DNSSEC Hashed Authenticated Denial of Existence
- RFC 6781 DNSSEC Operational Practices, Version 2

### 其他文档
- A Fundamental Look at DNSSEC, Deployment, and DNS Security Extensions （页面存档备份，存于） by Geoff Huston
- A short timeline of DNSSEC by Miek Gieben
- Enabling secure name resolution using DNSSEC for various applications （页面存档备份，存于）
- DNSSEC Howto by Olaf Kolkman (RIPE NCC/NLnet Labs)
- Howto secure your (reverse) Zone （页面存档备份，存于） by Holger Zuleger
- Easier Email Security is on the Way? （页面存档备份，存于）
- "DNSSEC and the Zone Enumeration" by Marcos Sanz[永久]
- DNSSEC BRIEFING and Root Zone Signing (Part I) （页面存档备份，存于）, ccTLD paper on DNSSEC by ccNSO, February 2008
- DNSSEC in 6 Minutes  by Alan Clegg, Internet Systems Consortium (PDF-Datei; 315 kB)
- Implementing DNSSEC （页面存档备份，存于） Cisco Internet Protocol Journal
- ICANN's TLD DNSSEC Report（页面存档备份，存于） (generated daily)
- DNSSEC is unnecessary - Against DNSSEC（页面存档备份，存于）
- DNSSEC is necessary - For DNSSEC（页面存档备份，存于）